# Port lotniczy Mosjøen
Port lotniczy Mosjøen – regionalny port lotniczy położony w Mosjøen, w Nordland, w Norwegii. W 2006 obsłużył 54 151 pasażerów.

## Linie lotnicze i połączenia
| Linia lotnicza | Kierunek                          |
| -------------- | --------------------------------- |
| Widerøe        | 1. Bodø 2. Mo i Rana 3. Trondheim |